# Vetenskapsåret 1869

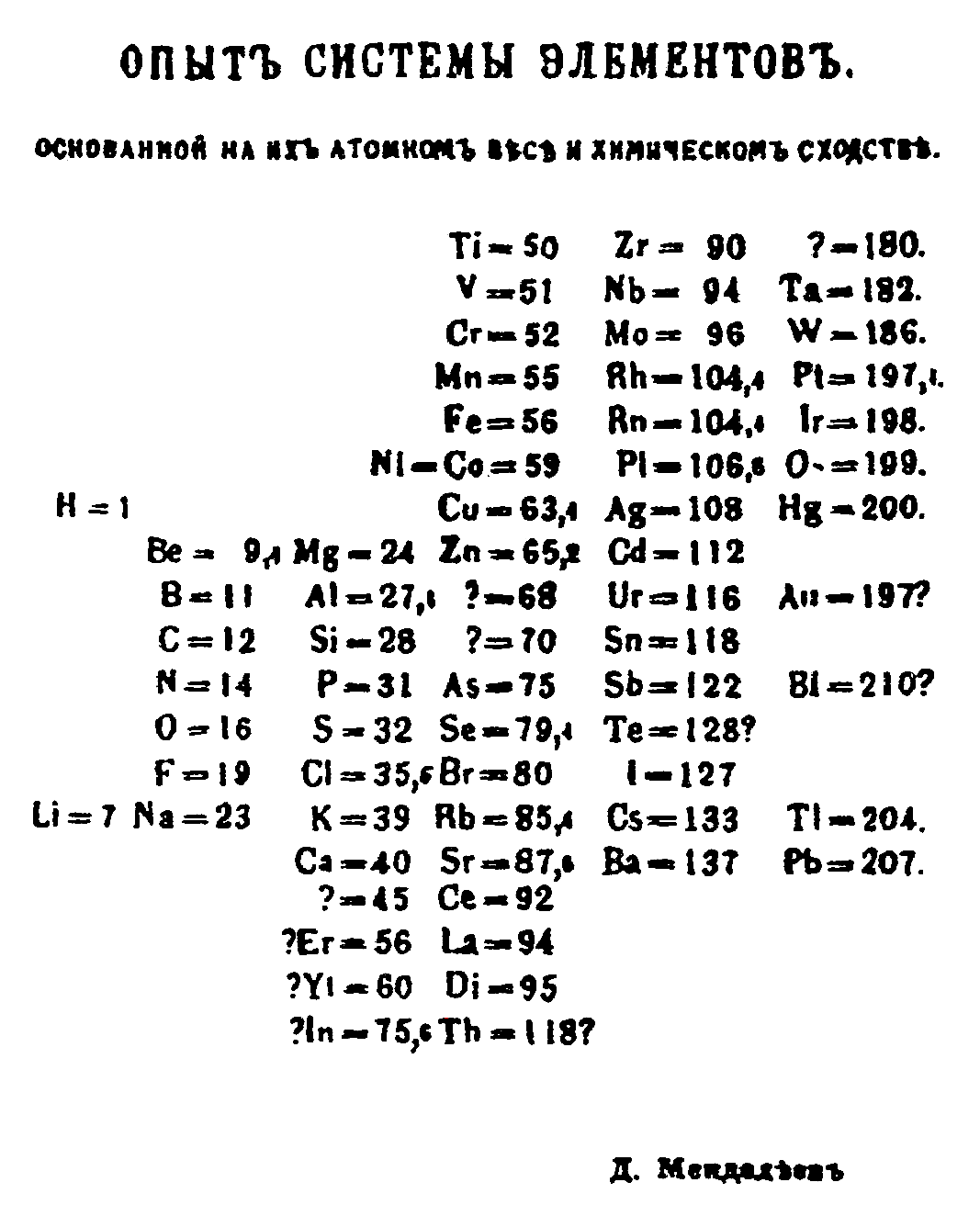
Mendelejevs periodiska system från 1869.

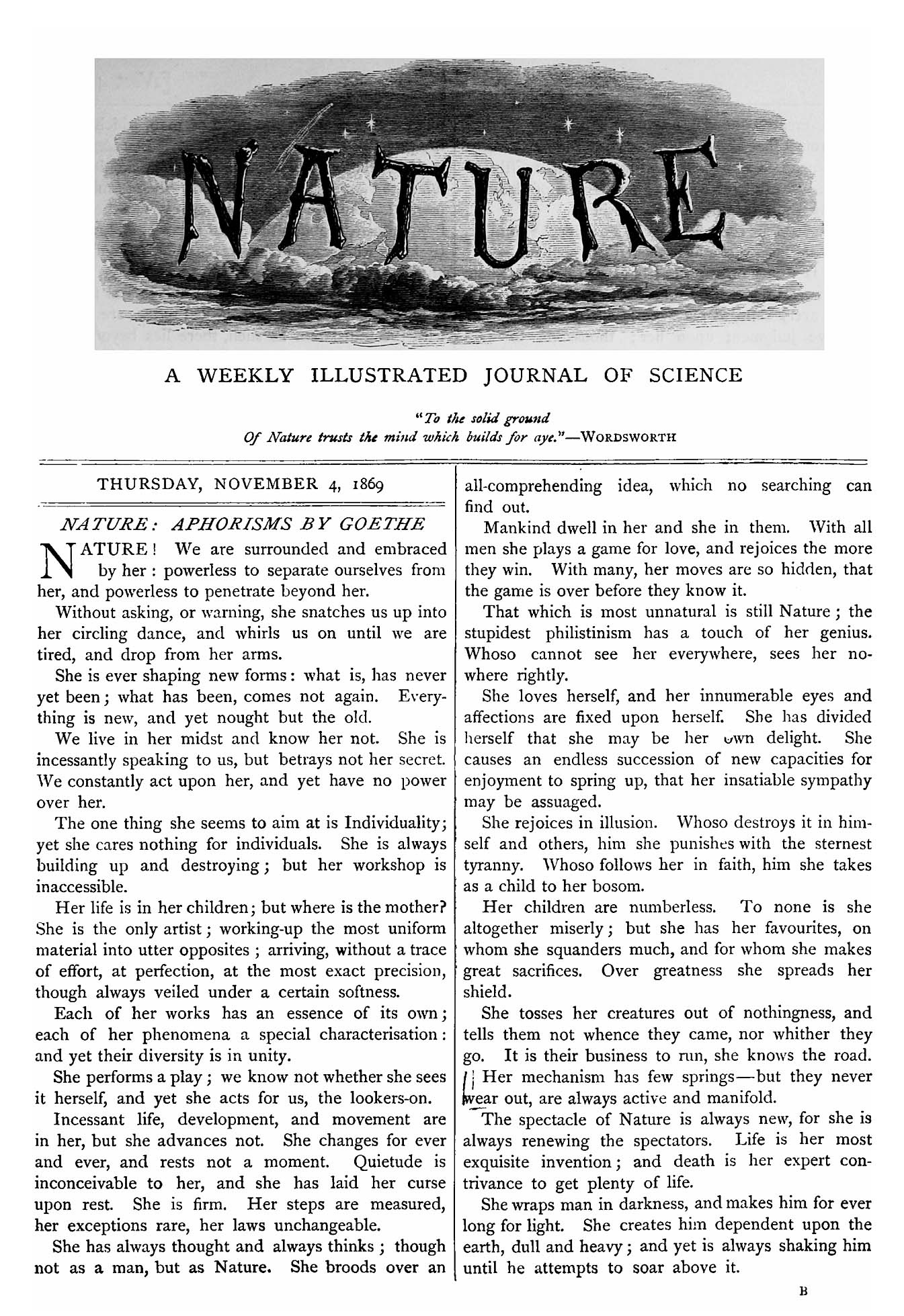
Första titelsidan till Nature.

## Händelser
- Mars - Dmitrij Mendelejev prestenerar sin första version av periodiska systemet för ryska kemistsamfundet.
- 4 november - Joseph Norman Lockyer ger ut första numret av tidskriften Nature.
- 16 november - Suezkanalen invigs efter tio års arbete.
- Bergsskolan i Falun införlivas i Teknologiska Institutet, föregångaren till dagens Kungliga Tekniska högskolan.
- Emil Škoda köper ut sin kompanjon Ernst von Waldstein och lägger grunden till Škoda-koncernen i Böhmen.
- Förbättrade konstruktioner dyker upp av symaskiner, tegelmaskiner och varmluftsmotorer (Wilhelm Lehmann).
- Celluloid börjar produceras.

## Pristagare
- Copleymedaljen: Henri Victor Regnault, fransk kemist och fysiker.
- Wollastonmedaljen: Henry Clifton Sorby, brittisk geolog. [1]

## Födda
- 8 april - Harvey Cushing (död 1939), amerikansk neurkirurg.
- 23 maj - Andreas Holmsen (död 1955), norsk bergsman och hydrograf.
- 27 juni, Hans Spemann, (död 1941), tysk biolog, nobelpristagare i fysiologi/medicin
- 19 juli - Axel Björkman, (död 1957), svensk ingenjör och brokonstruktör.
- 30 november - Gustaf Dalén, (död 1934), svensk ingenjör och uppfinnare.
- Waldemar Jungner, (död 1924), svensk ingenjör och uppfinnare.

## Avlidna
- 22 juli - John Augustus Roebling, (född 1806), tysk-amerikansk brokonstruktör.
- 11 september - Thomas Graham (född 1805), brittisk kemist.

### Fotnoter
1. ↑  ”Geological Society”. Arkiverad från originalet den 5 juni 2011. https://web.archive.org/web/20110605102217/http://www.geolsoc.org.uk/gsl/society/history/page750.html. Läst 13 april 2011.